# 관리거리
관리거리(administrative distance)는 라우터 관리자가 라우팅 정보 소스의 신뢰성에 대해 정해 놓은 비율로서 여러 가지 라우팅 프로토콜을 운영할 경우 동일 목적지에 대한 여러 개의 경로 중에서 어떤 프로토콜에 의해 얻은 정보를 우선할 것인지 그 값을 정해 놓은 것이다. 예를 들어 시스코(CISCO)사 라우터에서는 라우팅 프로토콜 별로 0~255사이의 수를 정해 놓았으며, 작은 것이 우선시된다.

### 라우팅 프로토콜별 AD값
| 경로의 종류       | AD  |
| ----------------- | --- |
| 연결된 인터페이스 | 0   |
| 정적경로          | 1   |
| 외부 BGP          | 20  |
| 내부 EIGRP        | 90  |
| OSPF              | 110 |
| IS-IS             | 115 |
| RIP               | 120 |
| 외부 EIGRP        | 170 |
| 내부 BGP          | 200 |

## 예
특정한 목적지로 가는 경로를 선정하는 프로토콜이 RIP와 정적경로 두 가지의 방식이 사용되는 경우 라우터는 관리거리(administrative distance)값이 작은 정적경로를 선정하게 된다.

## 참고
1. TTA 정보통신용어사전[1]
2. 라우팅 프로토콜별 AD값[2]